# رومئو ریورز
رومئو ریورز (انگلیسی: Romeo Rivers; ۲۸ مارس ۱۹۰۷ – ۴ مهٔ ۱۹۸۶) بازیکن هاکی روی یخ اهل کانادا بود.